# Palazzo Giuli Rosselmini Gualandi
Palazzo Giuli Rosselmini Gualandi si trova a Pisa sul Lungarno Gambacorti, nei pressi della longobarda chiesa di Santa Cristina. Dal 2008 è diventato noto come Palazzo Blu per via del restaurato colore dell'intonacatura e omonimo nome del centro museale costruito in alcune delle sale interne.

## Storia
Le prime tracce risalgono all'alto medioevo (VIII secolo), sotto forma di insediamento rurale nei pressi della citata chiesa, vicino all'unico ponte, chiamato Ponte alle Pietre che permetteva l'accesso alla città dai territori a sud del fiume Arno, percorrendo l'antica Via Emilia Scauri (le attuali vie San Martino e Toselli). Durante i lavori di restauro a cura delle Fondazione Cassa di Risparmio di Pisa, che lo ha acquistato dai Conti Giuli, da cui il nome, è stata riportata alla luce parte dell'antica pavimentazione della via, a sestini di cotto posti a lisca di pesce, con relativo marciapiede, databili intorno al XII secolo e una possente struttura muraria, facente parte di una torre difensiva, con la caratteristica apertura ad arco ogivale, realizzata in pietra verrucana e databile intorno agli ultimi anni dell'XI secolo.
Entrato a far parte del territorio comunale di Pisa, dopo il 1155, anno in cui si cominciano i lavori di costruzione della più antica cinta muraria di epoca medievale conservatasi in Italia, sotto il consolato di Cocco Griffi, l'intero complesso si arricchisce di case e case-torri, come nel resto della città, spesso definita città dalle Mille torri, segno di una crescente ricchezza e potere della Repubblica Marinara.
Il 14 novembre 1356 il doge Giovanni dell'Agnello, proprietario di alcuni immobili nella zona, ottiene dagli Anziani del Comune il permesso per ampliarne alcune in quest'area. Sorge così il primo nucleo del palazzo, o domus, una struttura composta da grandi pilastri in pietra verrucana, a due o più moduli, uniti a formare archi ogivali, riempiti a laterizi e decorati da aperture a monofore e bifore secondo lo schema dei vicini palazzi Gambacorti e Alliata.
Durante la prima dominazione fiorentina, tra il 1406 e il 1494 il palazzo subì notevoli cambiamenti, visto il declino della famiglia Dell'Agnello. Passato al Comune sul finire del XIV secolo, diventa proprietà della Repubblica di Firenze, che lo utilizza come sede per i cinque provveditori addetti alla sorveglianza della città occupata, fino a ritornare proprietà di Giovan Bernardino Dell'Agnello.
Nel 1494 Pisa, grazie all'aiuto di Carlo VIII, re di Francia, riacquista la libertà da Firenze e proprio all'interno di Palazzo Giuli accade uno degli avvenimenti più importanti per la popolazione pisana. Il re entra in Pisa l'8 novembre 1494 con un esercito di tremila cavalieri e viene ospitato nel Palazzo D'Appiano, davanti al quale i Pisani chiesero la libertà dal nemico. Garanzia di libertà che tornarono a chiedere nel giugno del 1495, quando il Re si trovava ancora una volta in città, in occasione di un grande ballo che si tenne proprio all'interno del Palazzo Giuli, durante il quale tutte le donne più belle della nobiltà pisana si presentarono al cospetto del Re, implorando che mantenesse salda la promessa fatta l'anno precedente, tra cui la ben ricordata Camilla del Lante. Purtroppo, nonostante le promesse, Pisa nel 1509 perde nuovamente la libertà in favore di Firenze, che applicherà nel tempo una politica di trasformazioni volte a cambiare per sempre faccia alla città e a cancellare ogni riferimento al suo glorioso passato repubblicano.
(Giovanni Portoveneri, Memoriale dall'anno 1494 sino al 1502)

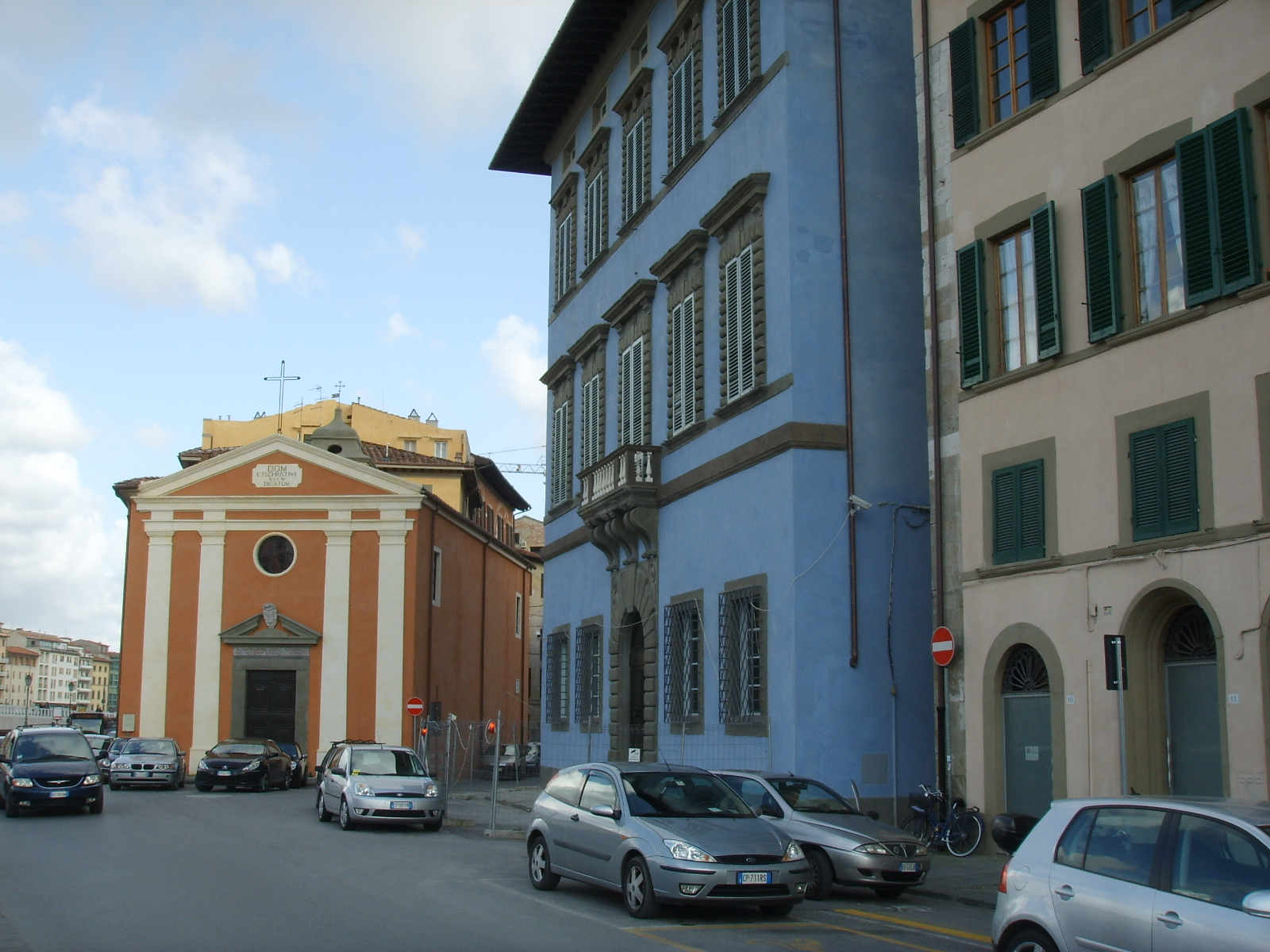
La chiesa di Santa Cristina e il Palazzo Giuli sulla destra

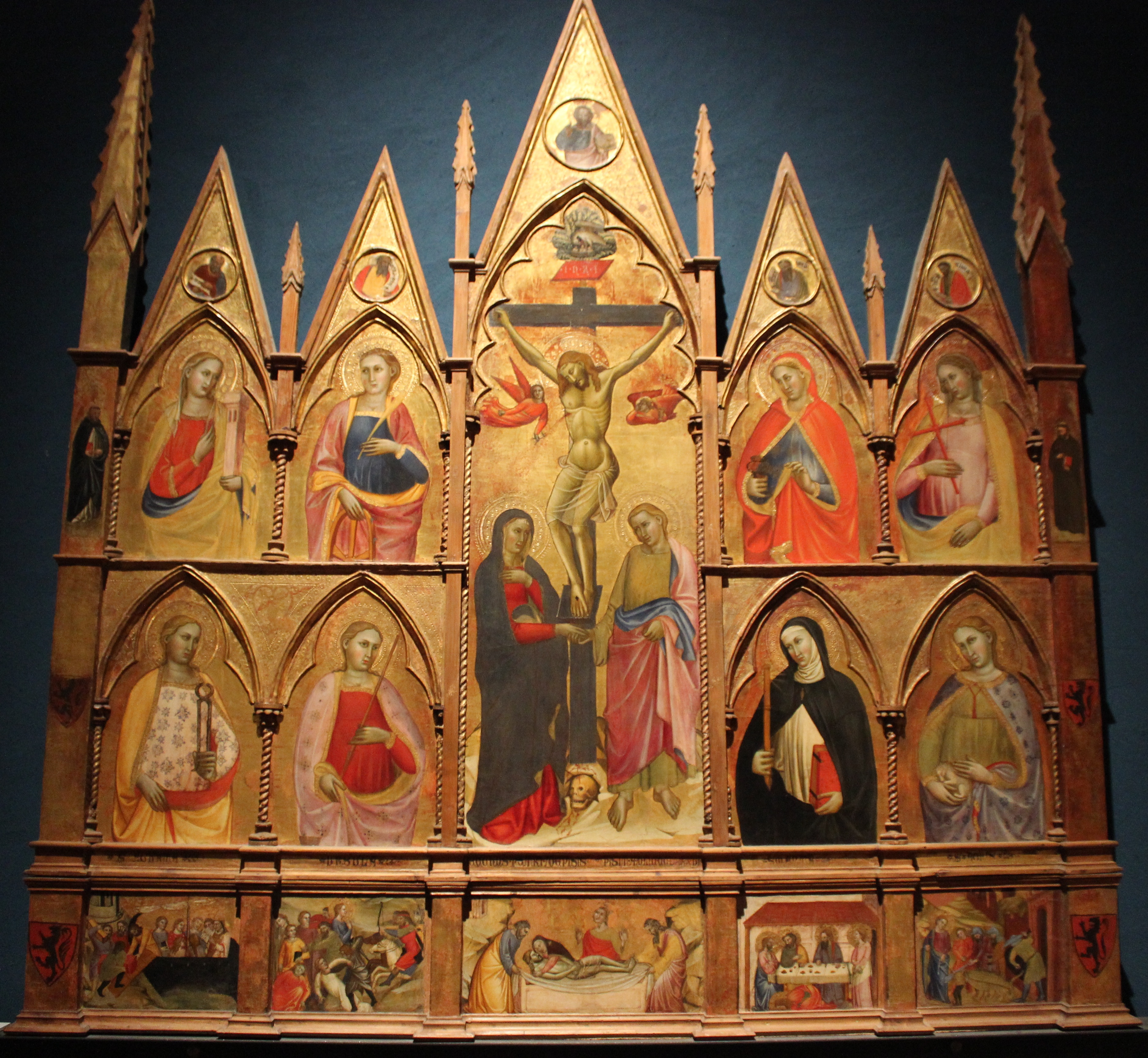
Polittico di Agnano, Cecco di Pietro, Collezione Fondazione Palazzo Blu

Verso la fine del Cinquecento il complesso fu trasformato ad opera della potente famiglia dei Sancasciano (o anche Sancasciani), proprietari del palazzo fino al 1577, e poi della famiglia Del Testa. Fu proprio Emilio Del Testa, che nel 1593 trasforma radicalmente il palazzo da domus medievale, a fastoso palazzo tardo-rinascimentale, applicando una decorazione sobria alla facciata, semplicemente arricchita da inserti di pietra serena; nella seconda metà del Settecento fu sottoposto ad ulteriori modifiche dalla famiglia Agostini, che lo ereditò dai Venerosi nel 1745 e lo cedette in locazione al dottor Cesare Studiati, direttore del Collegio Imperiale Greco Russo, per conto dell'Imperatrice Caterina II nel 1773.
Fu proprio in onore della grande stagione artistica russa, che vide grandi maestri Italiani alla corte dello Zar a progettare e decorare imponenti palazzi a San Pietroburgo, che il palazzo venne fatto dipingere con la caratteristica colorazione blu, o color dell'aria, applicata ai palazzi pietroburghesi per addolcirne le forme. In quell'epoca il palazzo fu animato da una vita sociale e culturale molto intensa. Nel 1774 fu frequentato dalla principessa Yelizaveta Alekseyevna Tarakanova (1753 – 1777), che sosteneva di essere la figlia di Aleksej Razumovskij e dell'imperatrice Elizabetta I: sospettata di complotto ai danni dell'imperatrice Caterina II, vi fu rapita nel febbraio 1775 per essere ricondotta in patria dall'ammiraglio Aleksej Orlov, comandante della flotta imperiale russa di base a Livorno per la guerra contro l'Impero Turco. Nel 1781 vi soggiornò Ekaterina Daskova (1744-1810), direttrice dell'Accademia russa delle scienze, che ha lasciato una descrizione della città, del Gioco del Ponte e del palazzo nelle sue Memorie.
Il colore attuale è stato scelto durante i lavori di restauro della facciata, quando è stato rinvenuto un frammento della pittura tardo-settecentesca, e applicato seguendo la tecnica della pittura a fresco.
Nel 1788 il Palazzo Blu viene venduto alla famiglia Del Testa dagli Agostini per acquistare il Palazzo Bianco dai fratelli Tilli (nipoti ed eredi del botanico Michelangelo) ed unirlo al Palazzo Rosso (oggi conosciuto come Palazzo dell'Ussero); successivamente verrà acquistato dalla famiglia Bracci-Cambini, che effettuerà nuovi importanti lavori dei quali rimane la magnifica quadratura di porta della sala delle Grottesche, sovrastata dallo stemma familiare, magistralmente eseguita da Antonio Niccolini, segno evidente del fervore artistico-culturale che Pisa stava vivendo nell'Ottocento. I conti milanesi D'Archinto sono proprietari del palazzo per gran parte dell'Ottocento, finché nel 1861 il Conte Domenico di Ferdinando Giuli lo acquista per la cifra di 50.000 lire, il quale dà inizio ad una campagna di restauri che hanno portato il palazzo alle dimensioni e all'aspetto attuale, integrando una porzione di vicolo, tra il palazzo e l'attiguo Palazzo Casarosa (anch'esso integrato nel complesso) e costruendo ex novo un'ala del palazzo per rendere simmetrica la facciata cinquecentesca.
Il palazzo attraversa un periodo di splendore, ogni sala viene restaurata e nuovamente decorata, grazie soprattutto all'intervento del pittore pisano Nicola Torricini, che già nel 1884 decora la maestosa biblioteca dei Conti Giuli, al piano terra, divenuta ora la stanza dei polittici, dove sono esposti il Polittico di Agnano (Pisa) di Cecco di Pietro dell'ultimo decennio del XIV secolo e la sua copia, eseguita nel 1930 dal più famoso falsario italiano del Novecento, Icilio Federico Joni. Nicola Torricini è coordinatore di un'imponente campagna di restauro, che termina nel 1903 con l'inaugurazione della Sala Rossa, o Salone da Pranzo, in occasione di un raffinatissimo ballo organizzato a Pisa dai Conti Giuli.